# Chiroderma improvisum
Chiroderma improvisum — вид родини листконосові (Phyllostomidae), ссавець ряду лиликоподібні (Vespertilioniformes, seu Chiroptera).

## Середовище проживання
Країни поширення: Гваделупа, Монтсеррат. 

## Звички
Мало що відомо про його природну історію, мабуть плодоїдний як і інші представники роду, зразки були зібрані в чистому полі поруч з галерейним лісом, над струмками, під галерейним лісом.

## Загрози та охорона
Цей вид знаходиться під загрозою перетворення місць проживання. 